# Ion Mihalache
Ion Mihalache (n. 3 martie 1882, Topoloveni, România – d. 5 februarie 1963, Râmnicu Sărat, regiunea Ploiești, România) a fost învățător, politician, ministru în mai multe guverne, fondator și președinte al Partidului Țărănesc, vice-președinte și președinte (21 noiembrie 1933 - 23 noiembrie 1937) al Partidului Național-Țărănesc.

## Biografie
Fiu de țăran sărac, Ion Mihalache a urmat școala normală și a ajuns învățător, funcție pe care a exercitat-o din anul 1901 până în 1916 în Topoloveni. 
Tânărul învățător din Topoloveni și-a satisfăcut stagiul militar obligatoriu în perioada 1 noiembrie 1903 - 3 noiembrie 1904, fiind încorporat soldat în Regimentul „Muscel”, nr. 30, din Câmpulung. A participat la manevrele militare din anul 1908 și a fost mobilizat cu aceeași unitate în campania din Bulgaria, din vara anului 1913.
Nevoia de ofițeri a armatei române l-a mutat de la catedră, pe băncile Școlii Pregătitoare a Ofițerilor de Rezervă, din cadrul Regimentului 4 „Ilfov” nr. 21, unde l-a avut coleg pe fratele său, Dumitru Mihalache, învățător la Leordeni (jud. Muscel). Absolvind amândoi cursurile, au fost înaintați la gradul de sublocotenent de rezervă prin Înaltul Decret nr. 3.208/1914 și au fost repartizați Regimentului 70 Infanterie, care avea garnizoana în orașul de reședință al județului Muscel. 

## Participarea lui Ion Mihalache la Primul Război Mondial
Odată cu mobilizarea armatei române din august 1916, sublocotenentul Ion Mihalache a primit comanda plutonului 2, al companiei 2, din batalionul 1. Regimentul său a primit botezul focului în luptele din Dobrogea, în tranșeele dintre localitățile Cocargea și Enigea. În sectorul ocupat de unitatea musceleană, sublocotenentul Ion Mihalache a întreprins, în fruntea subunității sale, două recunoașteri ofensive, în zilele de 9 și 14 septembrie, dovedind că posedă calități de ofițer de front.
În timpul manevrei de la Flămânda, Regimentul 70 Infanterie a primit însărcinarea de a trece la ofensivă pe tot frontul său, pentru a fixa inamicul pe poziție și pentru a-l obliga să nu își poată deplasa rezervele. Astfel, în ziua de 21 septembrie, batalionul din care făcea parte sublocotenentul Mihalache a primit ordin de atac pentru a ocupa un punct strategic pe drumul Cocargea-Adamclisi. Soldații musceleni au reușit să ocupe poziția indicată, dar fiind puternic contraatacați de inamic s-au retras în dezordine. Sublocotenentul Mihalache, aflat în fruntea subunității sale, a reușit să restabilească ordinea în rândul ostașilor ce încercau să scape de bulgari și din proprie inițiativă a atacat o trupă inamică ce încerca să învăluie flancul strâng al batalionului. În această acțiune, plutonul lui Mihalache a respins adversarul cu baionetele, provocându-i pierderi mari.
După două zile de la acest eveniment, Ion Mihalache avea să afle că fratele său, Dumitru Mihalache, a fost rănit în abdomen și evacuat în spatele frontului, în timpul unui atac similar: 
„L-am găsit culcat pe spate, cu ochii-n lacrimi, slăbit. Nu-i tocmai greu, iacă glontele aici, în pântec, n-am lăsat sanitarul să-l scoată, că mă doare rău. M-a adus ordonanța, am venit în cămașă, bulgarii m-au urmărit cu mitralierele, m-am ascuns în niște gropi. Am stat de vorbă cam un ceas, să plece nu era chip, de gloanțele care plouau... Ne-am sărutat de mai multe ori, l-am lăsat și m-am întors la pluton. Pe el l-au evacuat, unde, nu știu.”—Ion Mihalache - în fața istoriei, Editura Gândirea Românească, p. 115.
Dumitru Mihalache, fratele mai mic al sublocotenentului Ion Mihalache, a luat parte la luptele purtate de Regimentul 70 Infanterie în Dobrogea (septembrie 1916), unde a fost rănit și evacuat. După externarea din spital, a fost repartizat Regimentului 61 Infanterie. Și-a găsit sfârșitul la 15 sau noiembrie 1916, în timpul retragerii din județul Vlașca.
După luptele din Dobrogea, ostașii musceleni au fost transferați chiar pe frontul de la Câmpulung, unde au avut șansa să-și apere propriile familii, pământuri și gospodării. În noaptea de 3 spre 4 octombrie, batalionul 1 din Regimentul 70 a intrat în luptă pe pantele vestice ale muntelui Mateiaș, fără nicio pregătire de artilerie, punând stăpânire pe Valea Pravățului (cota 895), punctul fierbinte al aliniamentului. În această luptă, plutonul sublocotenentului Mihalache s-a distins ca o subunitate, reușind să ocupe dealul Plăișorul Mic.
În timpul retragerii Armatei Române spre Siret, locotenentul Mihalache și-a îndeplinit îndatoririle de ofițer în situații dificile, precum luptele de la dealul Cireșul - sat Suslănești (jud. Muscel), unde subunitatea sa a reușit să salveze casa de bani a Corpului 2 Armată, sau în încleștările de la Voinești, Vulcana, Loloiasca și Mizil, în care a respins toate ofensiva inamicului.
Ajuns în Moldova, Regimentul 70 Infanterie a fost îndreptat în direcția Varnița-Verdea, unde a ocupat frontul din fața dealului Mărăști. În perioada decembrie 1916 - februarie 1917, militarii musceleni au rezistat atacurilor adversarului, care urmăreau să creeze o breșă în aliniamentul român. Pentru faptele de vitejie, locotenentul Mihalache a fost decorat, în ziua de 12 ianuarie 1917, cu medalia „Coroana României”, clasa a V-a, și citat pe unitate prin Ordinul de zi nr. 8, din 13 februarie, pentru „distinsele însușiri intelectuale, morale, sufletești, destoinicia militară și mult spirit de sacrificiu, de care a dat dovadă în executarea ordinelor, îndeplinirea diferitelor însărcinări, conducerea unității în împrejurările cele mai grele, în timpul luptelor la care a luat parte”.
La începutul anului 1917, Armata Română a intrat într-un proces de reorganizare, în care corpul ofițeresc și trupa au fost instruite să folosească tehnica de luptă modernă, primită de la Aliați. În consecință, la 22 februarie 1917, locotenentul Mihalache a fost trimis să deprindă întrebuințarea noului armament și să învețe noile metode de luptă, la Centrul de instrucție de la Bacău. În acest timp, din cauza decimării efectivului unității în bătăliile purtate și mai cu seamă în timpul retragerii, Regimentul 70 a fost unit cu Regimentul 62 (Târgoviște), formând Regimentul 62/70, cu o singură administrație și un singur drapel. În ordinea de bătaie a noii unități, locotenentul Mihalache a primit comanda companiei 2 de mitraliere.
La 1 septembrie 1917, Ion Mihalache a fost înaintat, în mod excepțional, la gradul de căpitan în rezervă, iar după semnarea armistițiului între armata română și forțele inamice a fost pus la dispoziția Ministerului Cultelor și Instrucțiunilor Publice, prin Ordinul nr. 6.881/918, care l-a trimis peste Prut, cu misiunea de a face propagandă unionistă în satele basarabene.
S-a reîntors la unitate în primăvara anului 1918 și a fost decorat cu Ordinul Militar de Război „Mihai Viteazul”, clasa a III-a, Ordinul „Coroana României”, cu spade în gradul de cavaler și Ordinul rusesc „Sfânta Ana”, cu spade și fundă, ulterior fiind demobilizat. La 31 martie 1920, a primit, din partea Guvernului francez, Ordinul de Cavaler al „Legiunii de Onoare”.

## Activitatea politică în perioada interbelică

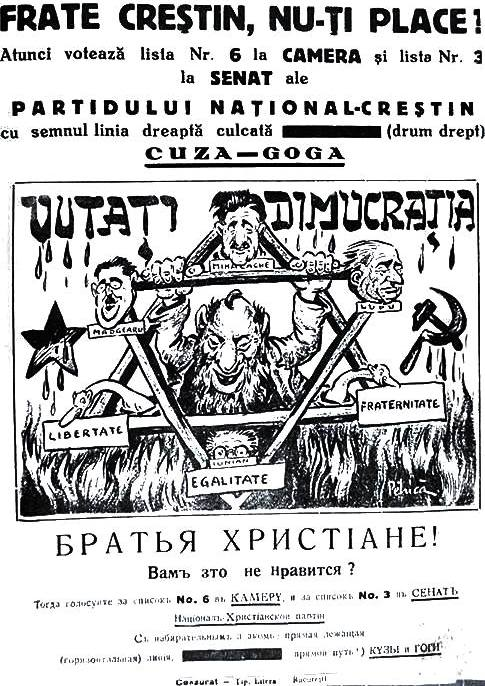
Afiș electoral din 1937, în care formațiunea lui Octavian Goga îl prezintă pe Mihalache drept aservit comunismului și evreilor (în colțul de sus al stelei lui David).

Ion Mihalache a organizat și militat pentru izbânda referendumului prin care populația din Basarabia a hotărât în 1918 revenirea la patria mamă. După Primul Război Mondial a întemeiat Partidul Țărănesc, având ca obiectiv să ducă la îndeplinire ceea ce regele Ferdinand I al României promisese pe front soldaților, în discursul pe care i-l scrisese regina Maria, împreună cu Barbu A. Știrbey. În acest discurs, regele făgăduia pământ țăranilor, împroprietărirea veteranilor din Primul Război Mondial, și i-a însuflețit să lupte eroic la Mărăști, Mărășești și Oituz.
După succesul electoral din 1919, partidul lui Mihalache formează un bloc guvernamental alături de Partidul Național Român din Transilvania, formând guvernul Guvernul Alexandru Vaida-Voievod. Ion Mihalache a deținut funcția de ministrul agriculturii și domeniilor (16 decembrie 1919 - 12 martie 1920).
O realizare care a dat conținut  învățământului agricol a fost cea datorită legii din 1920 (cunoscută sub numele de „Legea lui Ion Mihalache”) prin care, pentru instruirea elevilor, s-au atribuit școlilor agricole terenuri în suprafață de circa 100 ha, iar celor horticole de 25 de ha.
În anul 1926, Partidul Țărănesc s-a unit cu Partidul Național Român din Transilvania, condus de Iuliu Maniu. Acesta a devenit președintele Partidului Național Țărănesc (PNȚ), iar Mihalache vicepreședinte.
În concepția lui Mihalache, progresul țării nu consta în industrializare, ci în agricultură. El milita pentru cooperative formate în mod voluntar de către țăranii împroprietăriți la întoarcerea de pe front. Pentru a-și pune în aplicare ideile, a organizat obștea sătească de la Topoloveni-Argeș să producă rentabil pe suprafețe optime, asociindu-i pe țărani într-o cooperație cu rezultate notabile pe plan economic și social. La Topoloveni, țăranii au beneficiat de școli superioare, de asistență medicală, de cămin cultural, de băi comunale și, în general, de un standard civilizat de existență.
Între 1928 și 1930, Mihalache a fost ministru al Agriculturii și Domeniilor, în guvernele național-țărăniste Iuliu Maniu și George G. Mironescu. Din 1930 până în 1933 ocupă funcția de ministru de interne, tot în guvernele național-țărăniste, ale lui Grigore G. Mironescu și Alexandru Vaida-Voievod și Iuliu Maniu.
La 23 iunie 1941, Ion Mihalache a cerut Marelui Stat Major să fie chemat sub arme la una dintre unitățile militare combatante, dar a fost mobilizat la Marele Cartier General din cauza vârstei înaintate. Timpul petrecut ca maior de rezervă a fost scurt, deoarece, în urma dezacordului cu mareșalul Antonescu, cu privire la trecerea Nistrului de Armata Română, a fost demobilizat la 6 august 1941.

## Înscenarea de la Tămădău, detenția și decesul
După venirea la putere a comuniștilor, prin guvernul condus de Petru Groza, Ion Mihalache a fost arestat cu ocazia diversiunii cunoscute sub denumirea de „Înscenarea de la Tămădău”, punctul de plecare al unui proces intentat împotriva unor personalități marcante ale PNȚ. La 12 noiembrie 1947, în urma acestui proces, a fost condamnat la temniță grea pe viață, 10 ani de degradare civică, confiscarea averii și 50.000 de lei cheltuieli de judecată.
Potrivit memoriilor lui Corneliu Coposu, Mihalache a fost vizitat de patriarhul Justinian Marina în închisoarea de la Râmnicu Sărat, care i-a cerut să se desolidarizeze de Iuliu Maniu.
Ion Mihalache a decedat în 5 februarie 1963, în închisoarea de la Râmnicu Sărat.

## Decorații
- Ordinul „Mihai Viteazul”, clasa III, 9 aprilie 1918[11]:p. 130